# NGC 5005
NGC 5005 (také známá jako Caldwell 29) je spirální galaxie v souhvězdí Honicích psů vzdálená od Země přibližně 60 milionů světelných let. Objevil ji William Herschel 1. května 1785. Má poměrně jasné jádro a jasný disk, který obsahuje několik prachových pásů. 
Díky své velké plošné jasnosti je za příznivých podmínek viditelná i v menších hvězdářských dalekohledech.

## Pozorování
Na obloze se nachází ve střední části souhvězdí, 3° jihovýchodně od pouhým okem viditelné hvězdy Cor Caroli s magnitudou 2,9. Dalších 40′ jihovýchodním směrem se nachází přidružená galaxie NGC 5033 a 5° severně leží známá spirální galaxie Messier 63. 

## Jádro
NGC 5005 se řadí mezi Seyfertovy galaxie, které mají jasné aktivní galaktické jádro. Její jádro obsahuje oblast slabě ionizovaného plynu (low ionization nuclear emission region - LINER).
O zdroji energie pro LINER se vedou rozsáhlé spory. Někteří vědci tvrdí, že je zásoben energií z aktivního galaktického jádra, které obsahuje obří černou díru, a jiní tvrdí, že je zásoben energií hvězdotvorné činnosti.

### Rentgenové záření
Pozorování NGC 5005 v rentgenové oblasti spektra odhalilo, že má v centru proměnný bodový zdroj rentgenového záření.
To vede k závěru, že NGC 5005 obsahuje obří černou díru. Silné proměnné rentgenové záření je typické záření horkého stlačeného plynu kolem černé díry v aktivní galaktické jádro|aktivním galaktickém jádru.

## Sousední galaxie
NGC 5005 a blízká spirální galaxie NGC 5033 spolu tvoří gravitačně vázaný pár.
Obě galaxie se navzájem slabě ovlivňují, ale nejsou si tak blízko, aby se narušovaly slapovými silami gravitačního působení. NGC 5005 a NGC 5033 jsou hlavními členy skupiny galaxií, kam také patří NGC 5002, NGC 5107, NGC 5112 a několik dalších galaxií. Tato skupina má označení LGG 334 a je od Země vzdálená přibližně 50 milionů světelných let.

## Supernovy
V roce 1996 zde byla nalezena supernova typu Ia s názvem SN 1996ai, která v maximu dosáhla magnitudy 14,5.